# FreshRSS
FreshRSS est un agrégateur de flux RSS, Atom Syndication Format et WebSub en ligne, sous licence libre GNU AGPL v3. Il est, par conséquent, possible de l’auto-héberger.